# Henri Alleg
Henri Alleg (London, 1921. július 20. – Párizs 19. kerülete, 2013. július 17.); született Harry John Salem, francia-algériai újságíró, az Alger républicain című újság igazgatója, a Francia Kommunista Párt tagja. Miután az Editions de Minuit francia kiadó 1958-ban kiadta La Question című memoárját, nemzetközi elismerést szerzett a kínzás elleni kiállásával, különösen az algériai háború (1954-1962) kapcsán.

## Fiatalkora
Alleg 1921-ben Londonban született orosz-lengyel származású zsidó szülők gyermekeként. Párizsi gyermekkorában soha nem fogadta el teljesen zsidó identitását, mivel Izraelről, mint a rasszista gyarmatosítás ügynökéről alkotott véleménye miatt. Korai iskolai évei egybeestek a spanyol polgárháborúval, amely alatt egyre inkább politizált iskolai környezettel találkozott, mivel Mussolinit ellenző olasz menekültek érkeztek Franciaországba a zsidó származású németekkel együtt.

## Korai újságírói karrier és viták
Alleg 1939-ben Algériába távozott, és 18 évesen szoros kapcsolatba került az Algériai Kommunista Párttal. A tizenöt éves Georgette Cottin közvetítőként szolgált a Jeunesses Communistes vezetői között, és az algíri ifjúsági szállások főhadiszállásáról megmentett írógépet és roneót szállított, ami lehetővé tette a Jeune Garde című újság néhány számának megjelenését.
A háború után Alleg 1950 és 1955 között az algériai nacionalizmussal szimpatizáló Alger Républicain című napilap főszerkesztőjeként dolgozott. 1951-ben Alleg lett a kiadvány igazgatója, amely Algériában egyedül állt ki a Franciaországgal szembeni algériai sérelmek szabad, demokratikus sajtójáért. Az újságot 1955 szeptemberében a francia hatóságok betiltották kommunista és gyarmatellenes nézetei miatt. 1956 novemberében, miután a francia gyarmati hatóságok az újságnál dolgozó számos kollégáját letartóztatták, Alleg bujkált, de újságírói kapcsolatait fenntartva továbbra is függetlenségpárti cikkeket küldött a francia kommunista L'Humanité folyóiratnak. Számos cikke soha nem jelent meg, mivel a kormány cenzúrázta az algériai függetlenséget támogató írásokat.

## Első letartóztatás és kínzás
1957. június 12-én Alleg-et az államhatalom aláásásának gyanújával letartóztatta a francia 10. ejtőernyős hadosztály barátja, Maurice Audin matematikaprofesszor otthonában, akit egy nappal korábban tartóztattak le, és aki később a börtönben megkérdőjelezhető körülmények között halt meg. Alleg egy hónapig kínzásokon esett át Algír egyik külvárosában, El-Biarban, annak ellenére, hogy nem emeltek vádat ellene. A francia őrizetben sokféle kegyetlen fizikai és lelki kínzásnak vetették alá, hogy rávegyék, fedje fel azoknak a nevét, akik az elmúlt hónapokban menedéket nyújtottak neki. "Kezelése" elektromos áramütésekből, égetésből, a fulladást szimuláló víznyelésből és belélegzésből (ma már vízben való fogva tartásként ismert), valamint különböző eszközökre való felakasztásból állt. Kísérleti jelleggel nátrium-pentotál nevű barbiturátot is beadtak neki, amelyről azt gondolták, hogy egyfajta igazságszérum. A kínzások intenzitása és a francia kihallgatók könyörtelen válaszkeresése ellenére Alleg soha nem beszélt és nem árulta el senkinek a nevét, aki segítette vagy támogatta őt a beépített életében. Börtönben a francia katonák meglátogatták Henri feleségét, és a tevékenységéről és hollétéről faggatták. A nőt nem vetették alá erőszaknak, de a kihallgatás öt napja alatt letartóztatottnak tekintették.
Amikor francia kínzói rájöttek, hogy Alleg inkább meghal, minthogy elárulja azokat, akik bujtatták, az algíri Lodi táborba szállították, ahol a Barberousse katonai kórházban és börtönben gyógyult fel. Levelet írt a feleségének, amelyben megerősítette, hogy a lodi táborban van, és azt írta, hogy "reméli, hogy pihenés és idő birtokában visszanyeri egészségét".

## ALa Questionés a cenzúra
A Lodi táborban Alleg megírta és kicsempészte a megpróbáltatásairól szóló beszámolót. Felesége, Gilberte, akit akkoriban deportáltak Algériából, átvette a lapokat, legépelte őket, és szétosztotta azoknak a francia irodalmi és újságírói kapcsolatoknak, amelyeket Alleg az Algier républicain-nál töltött ideje alatt szerzett. A bántalmazásról szóló nyilatkozatait július végén a L'Humanité-ben nyomtatták ki, a közvélemény azonban nem értesült a helyzetről, mivel a francia rendőrség azonnal lefoglalta az egész számot, amelyben Alleg állításait nyilvánosságra akarták hozni.
Gilberte fáradhatatlanul dolgozott azon, hogy bemutassa az emlékiratot különböző kiadóknak, miközben kampányolt, hogy felhívja a figyelmet az Algériában zajló események valóságára. Egy párizsi nyilvános gyűlésen Gilberte arra kérte a nagyvárosi francia lakosságot, hogy cselekedjenek. "Ha a férjem "elkülönítése", Maurice Audin "szökése", [és] Djamila Bouhired "pere" kivételes hatással volt, ezek nem kivételes esetek. Ez a mindennapi valóság az országunkban... elvárjuk, hogy segítsen nekünk abban, hogy minden kivégzést leállítsunk... hatalmas erőfeszítést kérünk, a felelősségének megfelelő erőfeszítést."
Bár a legtöbb kiadó érdeklődést mutatott Alleg mondanivalója iránt, a politikai légkörre való tekintettel haboztak, hogy kiadják-e maguk és kockáztassák-e az üzletüket. Gilberte kitartott, amíg sikerült elérnie, hogy férje művét az Editions de Minuit kiadja La Question címmel, ami egy szójáték, amely egyszerre utal a kínzás jogosságának kérdésére és arra, hogy a "la question" a forradalom előtti francia igazságszolgáltatásban a kínzás szakkifejezése volt. Az 1958. február 12-i első megjelenéskor a La Question nem találkozott cenzori kísérletekkel és a francia kormány részéről sem váltott ki kezdeti elutasítást. A belügyminisztérium azonban cenzúrázta azokat a francia újságokat, amelyek megpróbálták kommentálni vagy részleteket közölni az emlékiratból.
Egy példa: bár maga Alleg könyve ekkor már hetek óta szabadon volt kapható, a francia kormány elkobozta a France Observateur 1958. márciusi számát, mert a kiadvány Alleg könyvének egyes részeit reprodukálta. Ekkor a kormány elfogadta magát az emlékiratot, de nem tűrte el Alleg állításainak és helyzetének nyilvános megvitatását. Ennek részben a francia kormány cenzúrázási eljárásához volt köze, amely jogi "droit de regard"-ként lehetővé teszi a helyi kormányzati prefektúrák számára, hogy újságokat olvassanak, de könyveket nem, mielőtt azok megjelennének.
A könyvre vonatkozó vagy arra hivatkozó cikkek lefoglalása ellenére maga a La Question "majdnem bestsellerré és élénk viták tárgyává" vált a francia nemzet körében. Ebben az időben a francia kormány lefoglalta a L'Express-ben megjelent "A Victory" (A győzelem) című cikket is, amelyben Jean-Paul Sartre felvázolta Alleg könyvének a francia nemzetre gyakorolt hatását. Bár cenzúrázták, az esszét továbbra is titokban terjesztették, és később a könyv angol fordításának előszava lett.
A kínzásokról szóló pletykák elterjedésével és a nyilvános viták egyre kritikusabbá válásával a francia kormány hivatalosan betiltotta a La Question-t, abban a reményben, hogy így küzdhet az egyre feszültebbé váló francia politikai légkör ellen. A francia hatóságok a katonai törvényszék végzése alapján, amely nemrégiben indított eljárást "a hadsereg demoralizálásának kísérlete a nemzet védelmének megkárosítására irányuló szándékkal" kapcsolatban, 1958. március 27-én lefoglalták az Éditions de Minuit kiadónál megmaradt 7000 példányt; a már eladott több mint 60 000 példány ellen azonban semmit sem tehettek. 1958 végéig a La Question továbbra is – titokban vagy más módon – több mint 162 000 példányban kelt el csak Franciaországban.
Az első lefoglalás után más baloldali francia kiadók folytatták a könyv gyártását, ami a hivatalos tiltás ellenére is jól folytatódott az algériai háború alatt. A La Question lefoglalásának napján a francia kormány azt az információt hozta nyilvánosságra, hogy az Alleg állítólagos kínzásával kapcsolatos vizsgálat majdnem befejeződött. Azt állították, hogy bár az orvosok hegeket észleltek M. Alleg csuklóján és ágyékán, az Alleg által megvádolt tisztek továbbra is tagadták az ellenük felhozott vádakat, ezért nem emeltek vádat a francia kormány ellen.

## A tárgyalás
1957 augusztusában Henri az algíri polgári börtönből hasonló beszámolót küldött az algériai ügyvédeknek és az igazságügyi hatóságoknak is a kínzásairól. Ekkor Algírban az algériai sajtóban az eltűnéséről vagy akár haláláról szóló pletykák terjedtek el. Csak Alleg panaszára és egy széles körű sajtókampányt követően került a vizsgálóbíró elé, két teljes hónappal a letartóztatása után.
Az M. Alleg által megvádolt tisztek nyilvánosan tagadták az ellenük felhozott vádakat. Robert Lacoste, Algéria akkori minisztere azt állította, hogy vizsgálat folyik a "vádak igazságának megállapítására." Az 1957 novemberében lefolytatott "per" bűnösnek találta Alleget az állam külső biztonsága elleni támadásban és egy feloszlatott liga újjáalakításának kísérletében. A katonai hatóságok két orvost küldtek Alleg vizsgálatára, azonban a francia kormányon kívülről senki sem láthatta Henrit a Lodiba való átszállítása után, ami gyanút keltett a közvéleményben, legalábbis azokban, akik odafigyeltek. M. Alleg ejtőernyősök elleni vádjai nyomán azonban az algíri főparancsnok elrendelte, hogy "ismeretlen személyek" ellen indítsanak vizsgálatot "ütések és sérülések" miatt.
A katonai bíró elutazott Alleggel, hogy meglátogassa azokat az épületeket, amelyekben Alleg állítása szerint megkínozták, és Alleg emlékezetből leírta a belső tereket, hogy alátámassza állításait. Alleg valóban képes volt nagyfokú pontossággal leírni az El-Biar számos részét, különösen a konyhát, ahol a kínzásokról tudott. Ez arra utalt, hogy valóban rosszul bántak vele, mivel ha a kihallgatás "normálisan" zajlott volna, nem lett volna képes pontosan leírni a kínzókamrát. Annak ellenére, hogy ezek a bizonyítékok arra utalnak, hogy Alleget és másokat valóban megkínoztak a francia ejtőernyősök El-Biarban, a francia kormány továbbra is figyelmen kívül hagyta Alleg igazságszolgáltatás iránti követeléseit, és visszatette őt egy katonai börtönbe.

## Menekülés és visszatérés Franciaországba
Alleg megszökött a börtönből, és Csehszlovákiába utazott. Az 1962-es Évian-i megállapodás elfogadásával Alleg visszatért Franciaországba, majd Algériába. Segített az Alger Républicain újjáépítésében, és továbbra is számos könyvet publikált és több dokumentumfilmben szerepelt.
Miután az 1965-ös Houari Boumédienne-féle katonai puccsot követően Algériában persona non grata-nak nyilvánították, Alleg ismét Franciaországba, Párizs környékére költözött, ahol 2013-ban, 91 éves korában bekövetkezett haláláig élt.

## Művei
- Mémoire algérienne: souvenirs de luttes et d'espérances (2005)
- Grande aventure d'Alger républicain (co-authored with Boualem Khalfa(wd) and Abdelhamid Benzine(wd), 1987)
- Prisonniers de guerre (1961)
- La Question / The Question (Introd. by Jean-Paul Sartre, 1958)
- Requiem pour l'Oncle Sam (1991)
- U.R.S.S. et les juifs (1989)
- Victorieuse Cuba : de la guérilla au socialisme (Preface by Boualem Khalfa, 1963)
- Red Star and Green Crescent, Progress Publishers, translated into English by Sergei Sossinsky, 1985. (Originally published by Messidor, Paris in 1983.) 230 pages. Listed on abebooks.com

### Magyarul
- Vallatás (La question) – Kossuth, Budapest, 1958 · Fordította: Makai György
- Hadifoglyok (Prisonniers de guerre) – Kossuth, Budapest, 1962 · Fordította: Gellért György
- Vörös csillag és zöld félhold. A szovjet kelet (Étoile rouge et croissant) – Kossuth, Budapest, 1988 · ISBN 9630932091 · Fordította: Konok István

## Fordítás
- Ez a szócikk részben vagy egészben  a   Henri Alleg című angol Wikipédia-szócikk fordításán alapul.  Az eredeti cikk szerkesztőit annak laptörténete sorolja fel. Ez a jelzés csupán a megfogalmazás eredetét és a szerzői jogokat jelzi, nem szolgál a cikkben szereplő információk forrásmegjelöléseként.